# 厚叶白点兰
厚叶白点兰（学名：Thrixspermum subulatum）为兰科白点兰属下的一个种。

## 扩展阅读
- 維基物種上的相關：厚叶白点兰